# Université de recherche

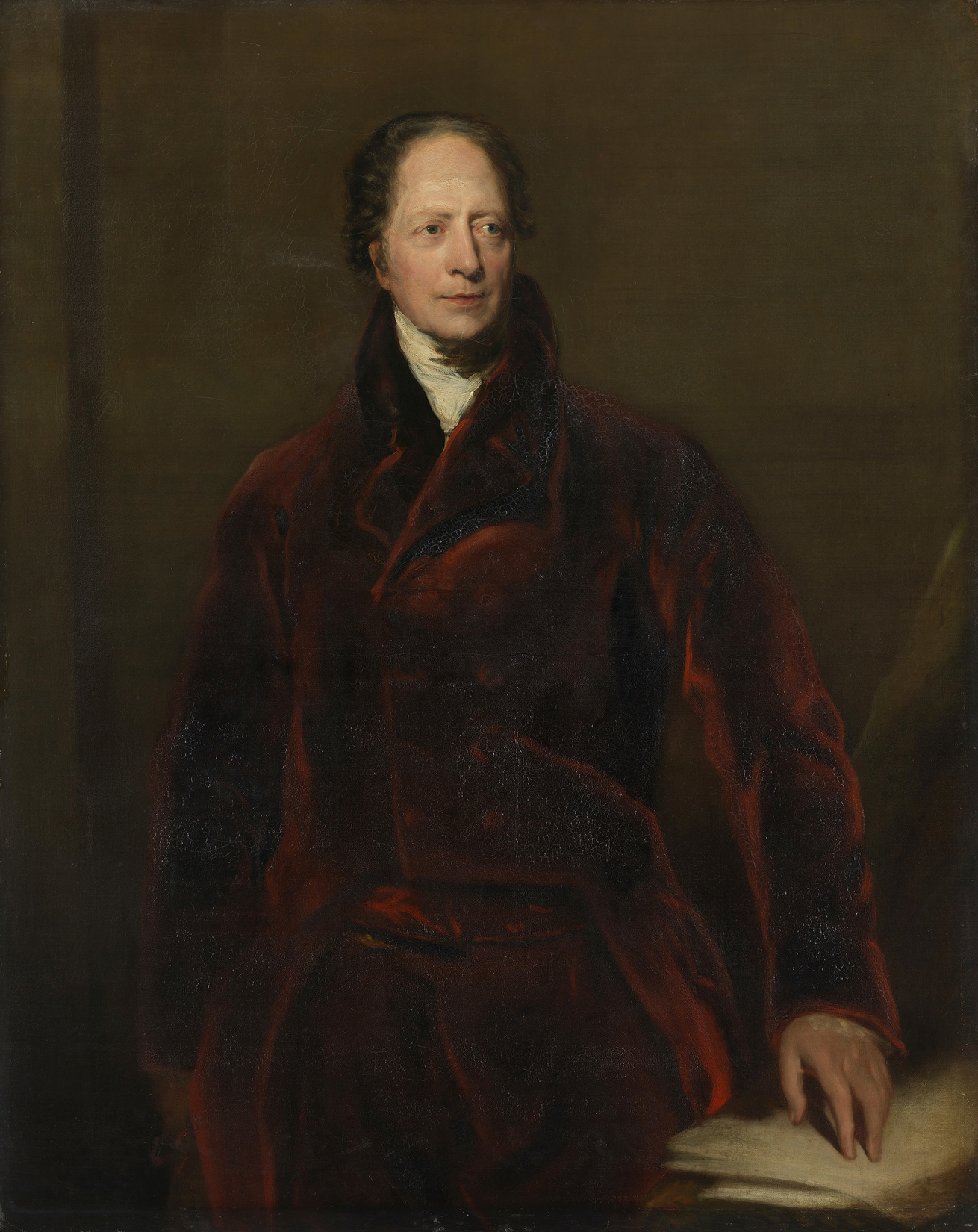
Wilhelm von Humboldt, responsable du modèle humboldtien d'enseignement supérieur

L'université Johns-Hopkins de Baltimore, dans le Maryland, fondée en 1876, est considérée comme la première université de recherche aux États-Unis et, dès l’année 2020, elle est le leader national en ce qui concerne les dépenses annuelles en recherche et développement depuis plus de quatre décennies.

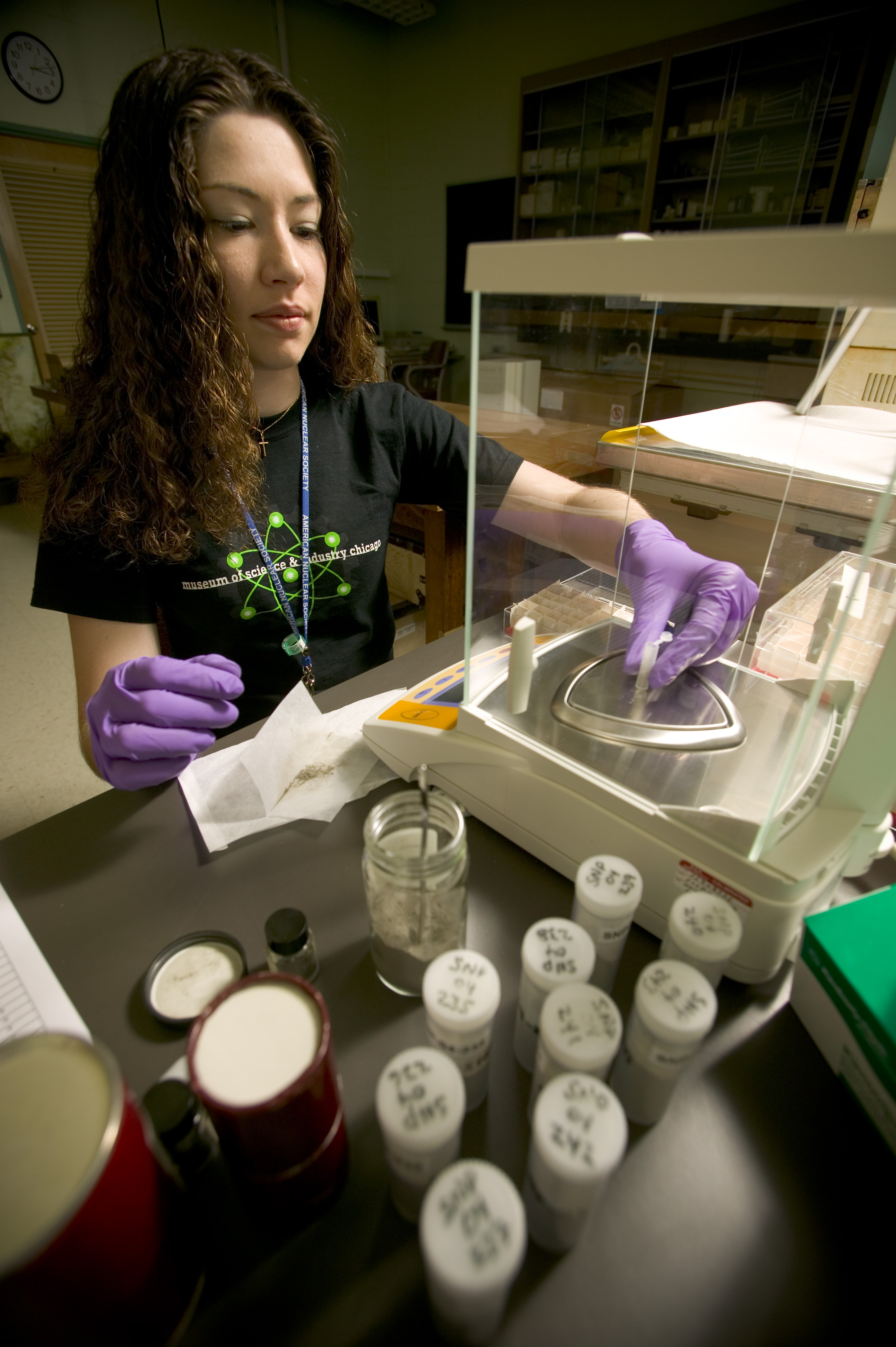
Recherche nucléaire à l'université du Wisconsin-Madison, une université de recherche, à Madison, Wisconsin

Une université de recherche ou une université de recherche intensive est une université qui considère la recherche comme un élément central de sa mission,,,. Elles sont « les endroits principaux de la production de connaissances », ainsi que du « transfert intergénérationnel des connaissances et de la création et la certification des nouvelles connaissances » par l'obtention de doctorats, et continuent d'être « le centre de la productivité scientifique ». Elles peuvent être publiques ou privées et sont souvent très connues.
Les cours undergraduate dans de nombreuses universités de recherche sont souvent académiques plutôt que professionnels et ne préparent pas nécessairement les étudiants à des carrières particulières, mais de nombreux employeurs embauchent les diplômés des universités de recherche car ils savent qu’ils ont reçu des compétences de vie fondamentales telles que la pensée critique. À l’échelle mondiale, les universités de recherche sont pour la plupart des institutions publiques, même si certains pays comme les États-Unis et le Japon disposent également d’institutions de recherche privées réputées.
Les établissements d’enseignement supérieur qui ne sont pas des universités de recherche ou qui n’aspirent pas à cette désignation, comme les collèges d’arts libéraux, mettent plutôt l’accent sur l’instruction des étudiants ou d’autres aspects de l’enseignement supérieur, tandis que les professeurs des universités de recherche, au contraire, subissent davantage de pression pour publier ou disparaître.